# Maria Hellwig
Maria Hellwig, geboren als Maria Neumaier (Reit im Winkl, 22 februari 1920 – Ruhpolding, 26 november 2010), was een Duitse zangeres van volksmuziek, presentatrice en entertainer. 
Door haar liedjes en haar kleding - meestal trad ze op in een dirndl - was ze de belichaming van de Duitse volksmuziek.

## Biografie
Maria Hellwig werd geboren als dochter van de elektricien Heinrich Neumaier en zijn vrouw Maria. Op 5-jarige leeftijd stond ze voor het eerst op het podium van het boerentheater in haar geboortestad. Na haar schooltijd voltooide ze een stage als verkoopster.
In haar vrije tijd speelde ze theater en nam ze zangles. Op het podium ontmoette ze ook haar eerste echtgenoot Joseph Fischer, die sneuvelde in de Tweede Wereldoorlog. Uit dit huwelijk is de dochter Margot (geboren 5 juli 1941) voortgekomen, met wie ze vanaf 1963 in een duo optrad als Maria en Margot Hellwig.
Ze was van 1948 tot aan zijn dood in 1996 getrouwd met Addi Hellwig. In 1948 werd ze aangesteld bij de Hamburger Volksoper, waar ze verschillende rollen vertolkte, waaronder Wed in de operette Das Land des Lächelns. Maria Hellwig richtte vervolgens met haar man een toerpodium op, waarmee ze een aantal jaren toerde. Uiteindelijk werd ze ontdekt door Franzl Lang in Reit im Winkl. Ze zong op de Platzl in München en nam haar eerste plaat op in 1957. De eerste engagementen met radio en televisie volgden, waardoor Maria Hellwig steeds meer bekendheid kreeg.
In 1964 openden Hellwig en haar man het restaurant-café Zum Kuhstall in Reit im Winkl in een voormalige koeienstal.
Als actrice was ze te zien in de serie Königlich Bayerisches Amtsgericht in aflevering 50 Der Bierpantscher.
Begin jaren 1970 presenteerde Hellwig vier afleveringen van de serie Musik macht Laune. Daarna kreeg ze haar eigen serie Die Musik kommt uit 1973, die voor het eerst werd uitgezonden op 6 oktober. De serie maakte Maria Hellwig bekend bij een miljoenenpubliek. In het begin waren er weinig afleveringen door het ZDF gepland, maar het succes leidde ertoe dat de serie tot 1983 gedurende 10 jaar werd geproduceerd. Daarnaast mocht ze andere programma's op ZDF modereren, zoals Die Fahrt ins Blaue en Früh übt sich. Van 1984 tot 1991 presenteerde ze bij RTL het programma Heimatmelodie met haar dochter Margot, tot 1993 gevolgd door Servus, Grüezi und Hallo.
In 1986 nam Hellwig met haar dochter deel aan de Grand Prix der Volksmusik in 1986 en de titel Der Kaiser von Tirol voor Duitsland. Precies twintig jaar na de eerste Grand Prix der Volksmusik begonnen Maria en Margot Hellwig op 25 mei 2006 opnieuw met het nummer Unser tägliches Brot ist Musik.
Verschillende tournees brachten Maria Hellwig, meestal als gastheer, naar bijna elk continent. De programma's hadden namen als Lustige Musikanten, Auf geht's Leut - Maria Hellwig kommt. Een kleurrijke avond met Maria Hellwig en Heino, Lustige Musikanten, Musikantenstadl unterwegs, Könige der Volksmusik, Die Alpenländische Weihnacht, Volkstümliche Weihnachten, Edelweiß der Volksmusik, Das Jahrtausendfest der Volksmusik, Grand Prix der Volksmusik oder Das Überraschungsfest der Volksmusik. Onlangs waren Maria en Margot Hellwig van februari tot mei 2008 op een grote toer met het Frühlingsfest der Volksmusik.
Na het overlijden van haar man droeg Hellwig restaurant en café Kuhstall over aan haar collega Thomas Berger. Ze was nog actief tot aan haar dood en was regelmatig te gast in diverse televisieprogramma's.

## Overlijden
Maria Hellwig overleed in november 2010 op 90-jarige leeftijd. De laatste rustplaats van Maria Hellwig is op de begraafplaats van haar thuisgemeenschap Reit im Winkl.

## Onderscheidingen
Ze ontving de Hermann Löns-medaille in brons, zilver, goud en platina, de Herman Löns-prijs in goud en platina, de Groene Leeuw van RTL, de Edelweiss (1992) en de Bambi of Honor. In 1993 kende de thuisgemeenschap Reit im Winkl haar de Gouden Erering toe. In 1998 ontving ze de volksmuziekkroon voor haar levenswerk.
In Suhl ontving Maria Hellwig op 20 december 2009 de Herbert Roth Traditional Prize voor haar levenswerk tijdens het MDR-programma Es ist so schön ein Musikant zu sein - The Herbert Roth Gala.
Op 9 januari 2010 ontving Maria Hellwig opnieuw de volksmuziekkroon voor haar levenswerk.

## Discografie
- 2003: Das Leben ist ein Lied – Das Beste aus 40 Jahren (Rubin Records)
- 2005: Maria Hellwig – Zum 85. Geburtstag Die Legende der Volksmusik (Bogner Records)
- 2006: Das fröhliche Kleeblatt der Volksmusik – Das Beste der Tournee (Rubin Records)
- 2007: Weihnachten bei uns daheim (Rubin Records)
- 2008: Von ganzem Herzen (Rubin Records)
- 2008: Servus, Gruezi und Hallo – Das große Starportrait (Readers Digest)
- 2009: Wir lieben das Leben (Rubin Records)
- 2010: Lieder meines Lebens – Das Beste von Maria Hellwig zum 90. Geburtstag der Königin der Volksmusik (EMI Music)
- Alt und jung gehören zusammen
- Unsere goldenen Zeiten
- Winterzauber (Rubin Records)

Maria en Margot Hellwig hebben meer dan 180 platen en cd's uitgebracht.

### Succesnummers
- 1957: Die Nachtigall vom Zillertal
- 1958: Erzherzog-Johann-Jodler
- 1959: Der Geburtstagsjodler
- 1963: Der Feierabendjodler
- 1965: Karwendellied
- 1967: A Jodler zum Juchzn
- 1970: Ferienpolka
- 1973: Auf geht's Leut – die Musik kommt
- 1974: Jung muss man bleib’n, wenn man älter wird
- 1974: Das Kufsteiner Lied
- 1975: Das Alphorn ruft vom Berge
- 1977: Das Edelweiß vom Wendelstein
- 1977: O du mein Edelweiß
- 1977: Servus, Grüezi und Hallo
- 1977: Mei is dees a schöner Tag
- 1978: Die Musikanten sind wieder da (met Freddy Breck)
- 1978: Fahrt ins Blaue
- 1982: Musik ist unser Leben (met Heino)
- 1986: Der Kaiser von Tirol
- 1987: Lieder, die von Herzen kommen
- 1987: Lustige Musikanten unterwegs
- 1989: Immer wieder sind es Lieder
- 1995: Hallo, wie geht's (met Duo Treibsand)
- 1995: Solang der Herrgott uns Gesundheit schenkt
- 1997: Wenn'st niemand mehr zum Reden hast
- 1998: Auch der Herbst hat noch viele schöne Tage (met Heinz Schenk)
- 2000: Das Leben ist ein Gottesg'schenk
- 2005: Wir waren alle einmal Kinder
- 2006: Unser tägliches Brot ist Musik